# Johnny Payak
John "Johnny" Payak Jr. (Rossford, Ohio; 20 de noviembre de 1926 - Toledo, Ohio; 27 de febrero de 2009) fue un jugador y árbitro de baloncesto estadounidense que disputó dos temporadas en la NBA, además de jugar en la NPBL. Con 1,93 metros de estatura, jugaba en la posición de escolta.

## Trayectoria deportiva

### Universidad
Jugó durante su etapa universitaria con los Falcons de la Universidad de Bowling Green, donde, tras su primer año, tuvo que cumplir con el servicio militar, regresando posteriormente para graduarse en 1949. En su última temporada alcanzaron el partido de consolación del NIT, en el que anotó 17 puntos ante Bradley.

### Profesional
En 1949 fichó por los Philadelphia Warriors de la NBA, quienes mediada la temporada lo traspasaron a los Waterloo Hawks, con los que acabó el campeonato promediando 8,0 puntos y 2,2 asistencias por partido.
Al año siguiente el equipo dejó la NBA y se inscribió en la NPBL, donde fue el segundo máximo anotador de la competición, con 719 puntos, con el octavo mejor promedio, 12,8 por partido, siendo elegido en el segundo mejor quinteto de la competición. Tras la desaparición del equipo, regresó a la NBA en 1952 con los Milwaukee Hawks, con los que disputó una temporada en la que promedió 6,4 puntos y 2,1 asistencias por partido.
Antes de retirarse, jugó con los Toledo Mercurys, el equipo que entonces acompañaba en las giras a los Harlem Globetrotters.

### Árbitro
Tras retirarse, fue durante 17 años árbitro de baloncesto en la Big Ten Conference y la Mid-American Conference de la NCAA, además de arbitrar partidos de la fase final.

## Estadísticas de su carrera en la NBA

### Temporada regular
| Año     | Equipo       | PJ  | MPP  | %TC  | %TL  | RPP | APP | PPP |
| ------- | ------------ | --- | ---- | ---- | ---- | --- | --- | --- |
| 1949–50 | Philadelphia | 17  | –    | .375 | .619 | –   | .5  | 2.2 |
| 1949–50 | Waterloo     | 35  | –    | .288 | .711 | –   | 2.2 | 8.0 |
| 1952–53 | Milwaukee    | 68  | 21.6 | .343 | .726 | 1.7 | 2.1 | 6.4 |
| Total   | Total        | 120 | 21.6 | .321 | .715 | 1.7 | 1.9 | 6.3 |